# Senecio chihuahuensis
Senecio chihuahuensis là một loài thực vật có hoa trong họ Cúc. Loài này được S.Watson miêu tả khoa học đầu tiên năm 1888.